# Titanic (périodique)
Pour les articles homonymes, voir Titanic.
Titanic est un mensuel de bande dessinée néerlandais publié de 1984 à 1989. À une époque où les revues pour enfants étaient encore dominante, les créateurs de Titanic visaient un public adulte sans pour autant se rattacher à l'underground, comme ç'avait été le cas de nombreuses publications depuis la fin des années 1960.